# 聖ヤコブ主教座聖堂
聖ヤコブ主教座聖堂は、エルサレムのアルメニア人地区に入る門へ近いところにある、12世紀創建のアルメニア使徒教会の聖堂である。この主教座聖堂は2人のキリスト教の聖人に捧げられている。ゼベダイの子ヤコブ（大ヤコブ）とイエスの兄弟ヤコブ（義人ヤコブ）である。
アルメニア使徒教会エルサレム総主教庁の座所である。

## ギャラリー

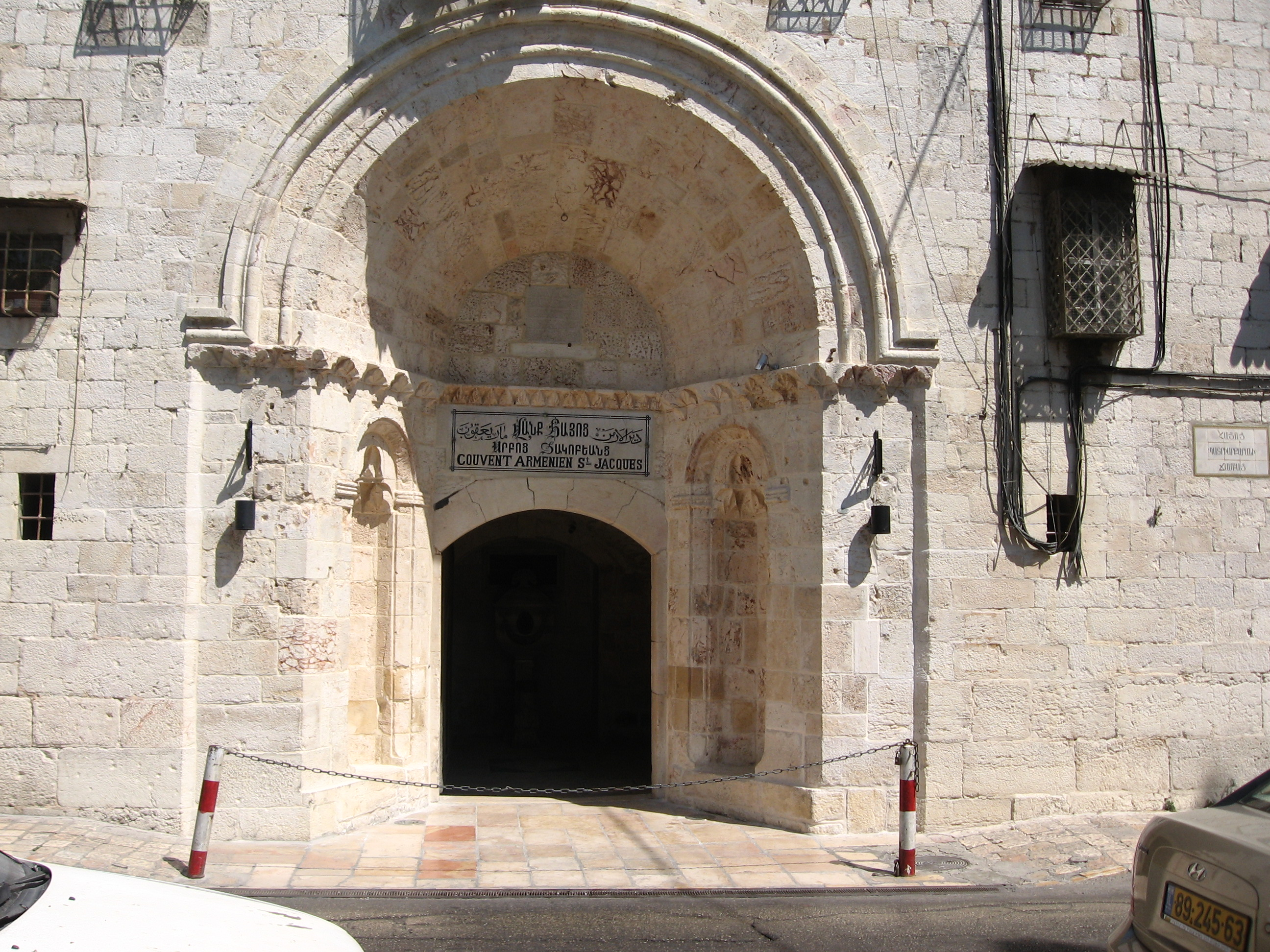
アルメニア人地区へ入る門
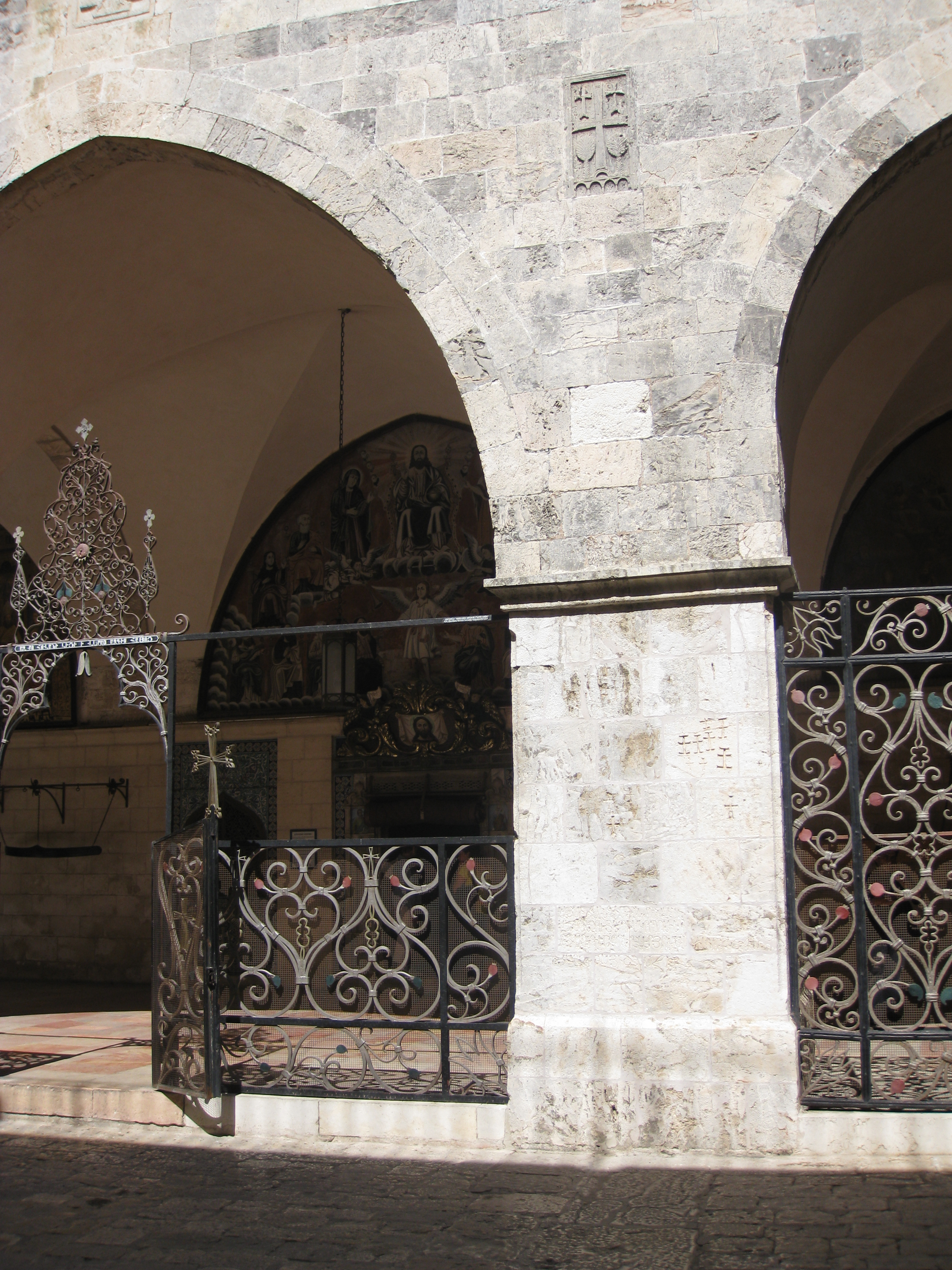
聖堂の入り口
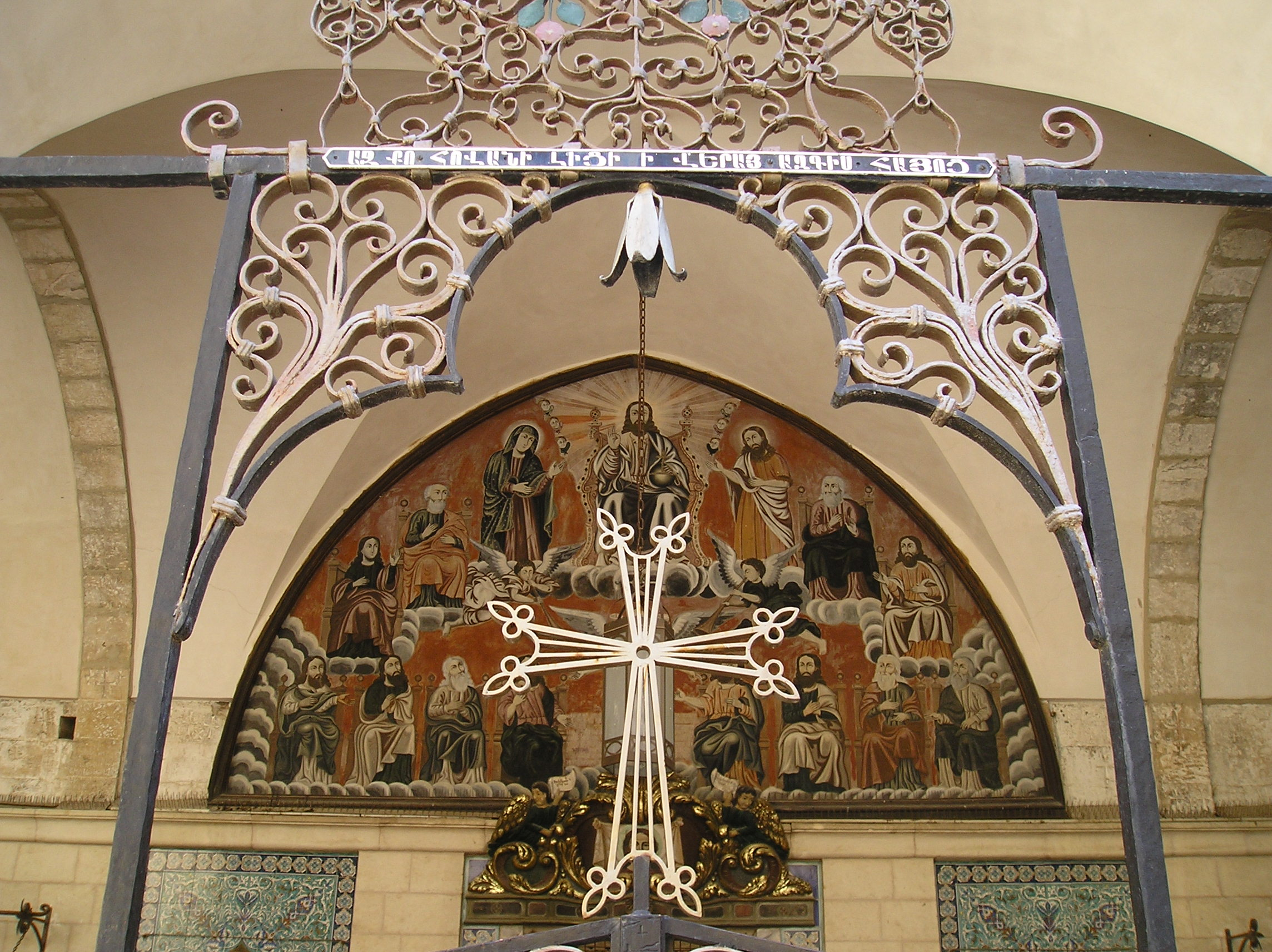
入り口の金属細工のアップ
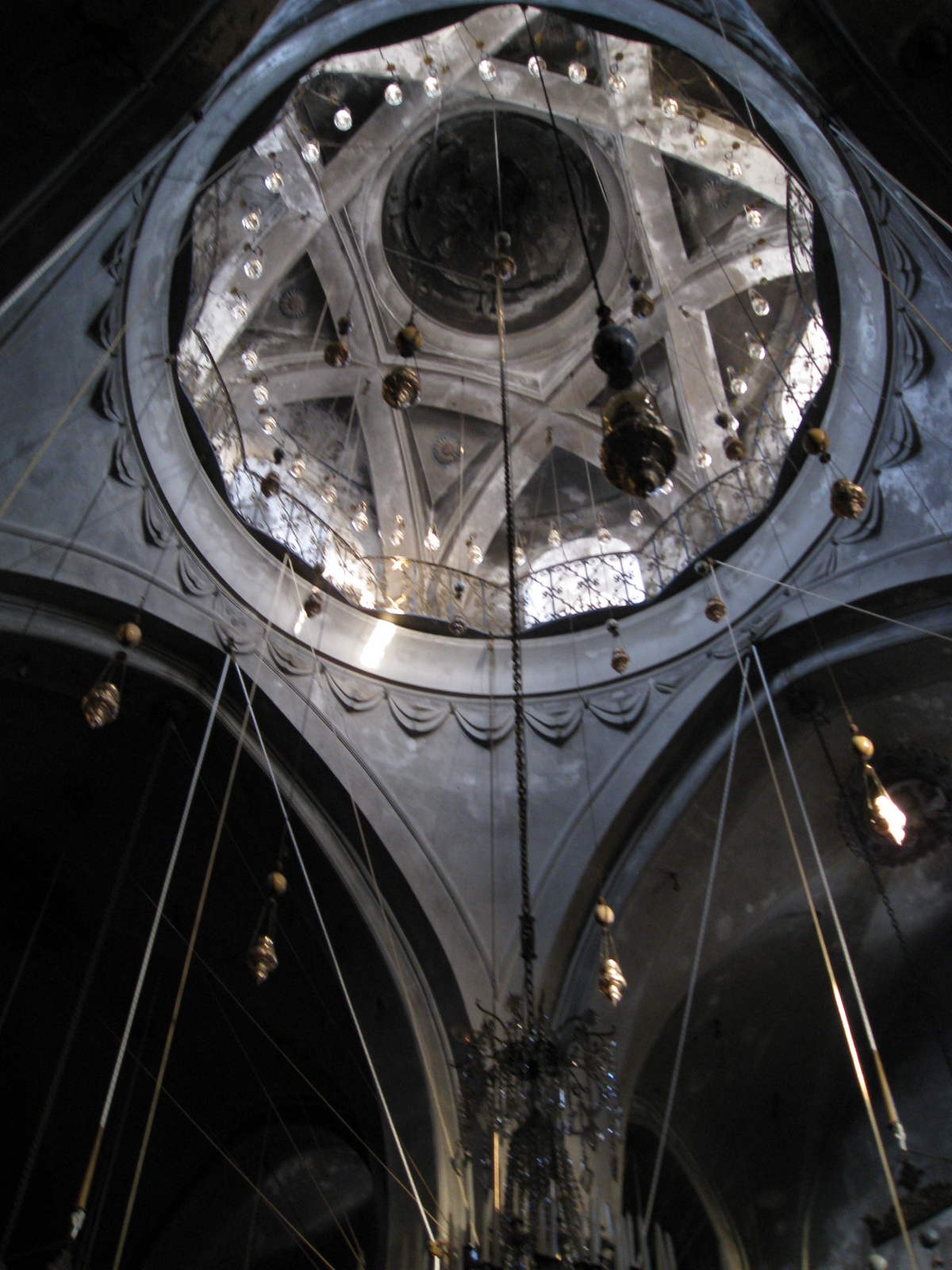
内側より見たアーチとドーム
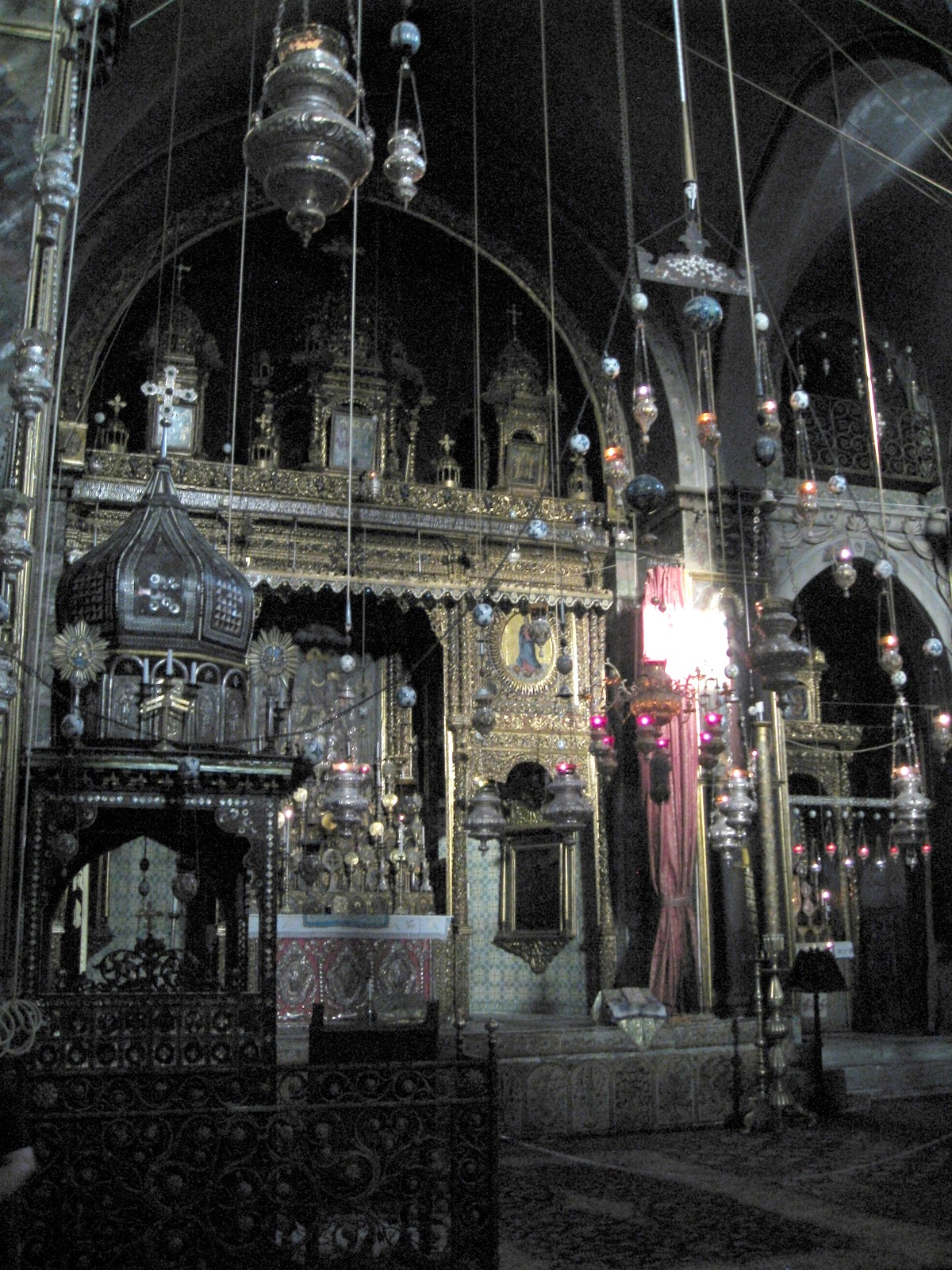
内観
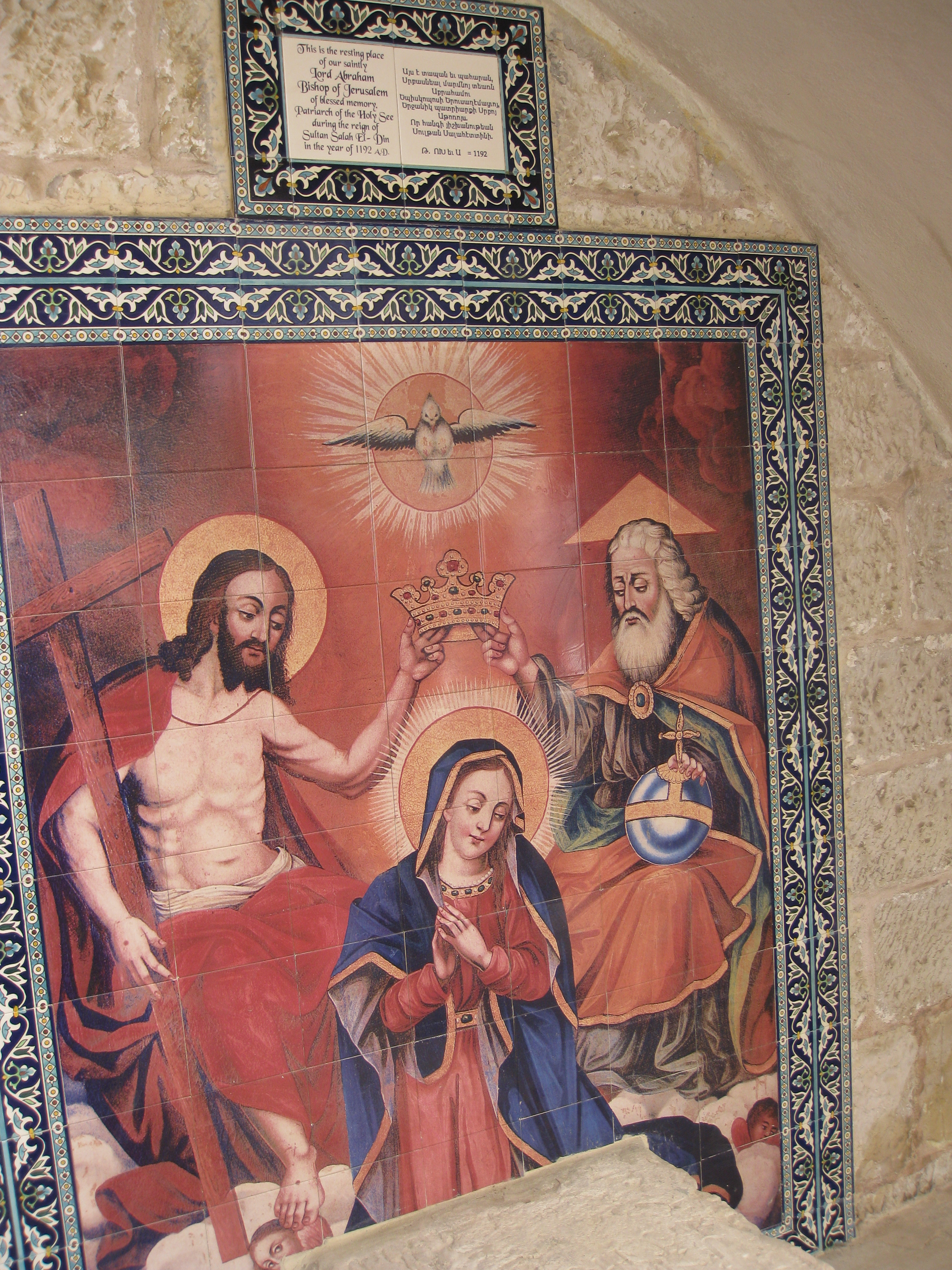
1192年以来あるアブラハム総主教の壁画と詩文
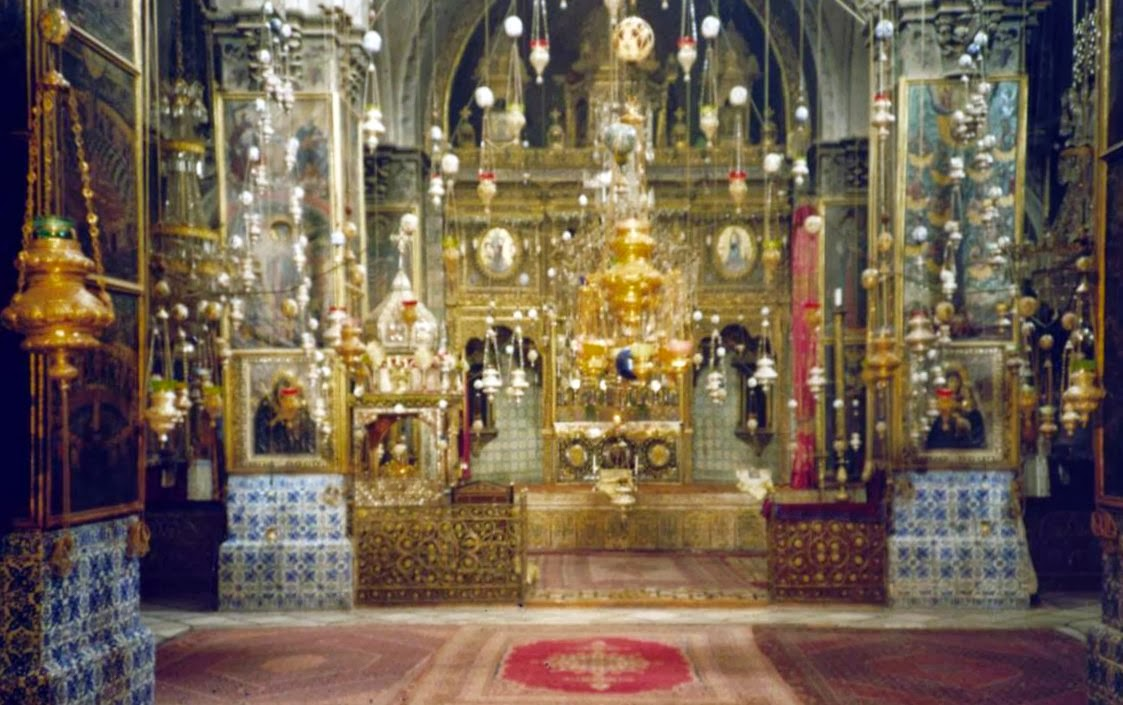
聖ヤコブ主教座聖堂の聖餐台
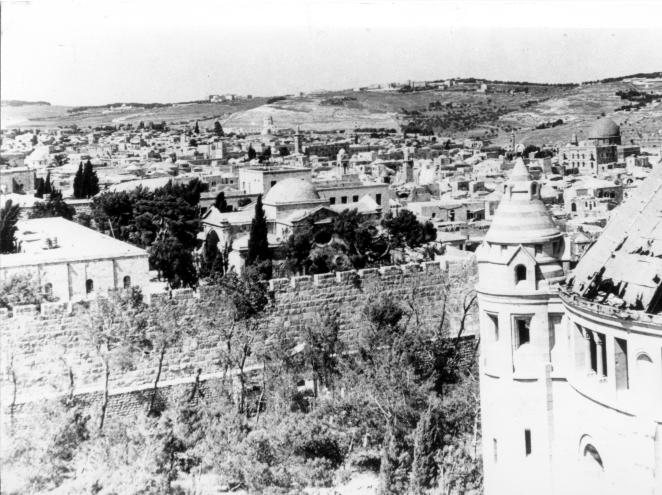
1948年の聖ヤコブ主教座聖堂

アルメニア教会の石工
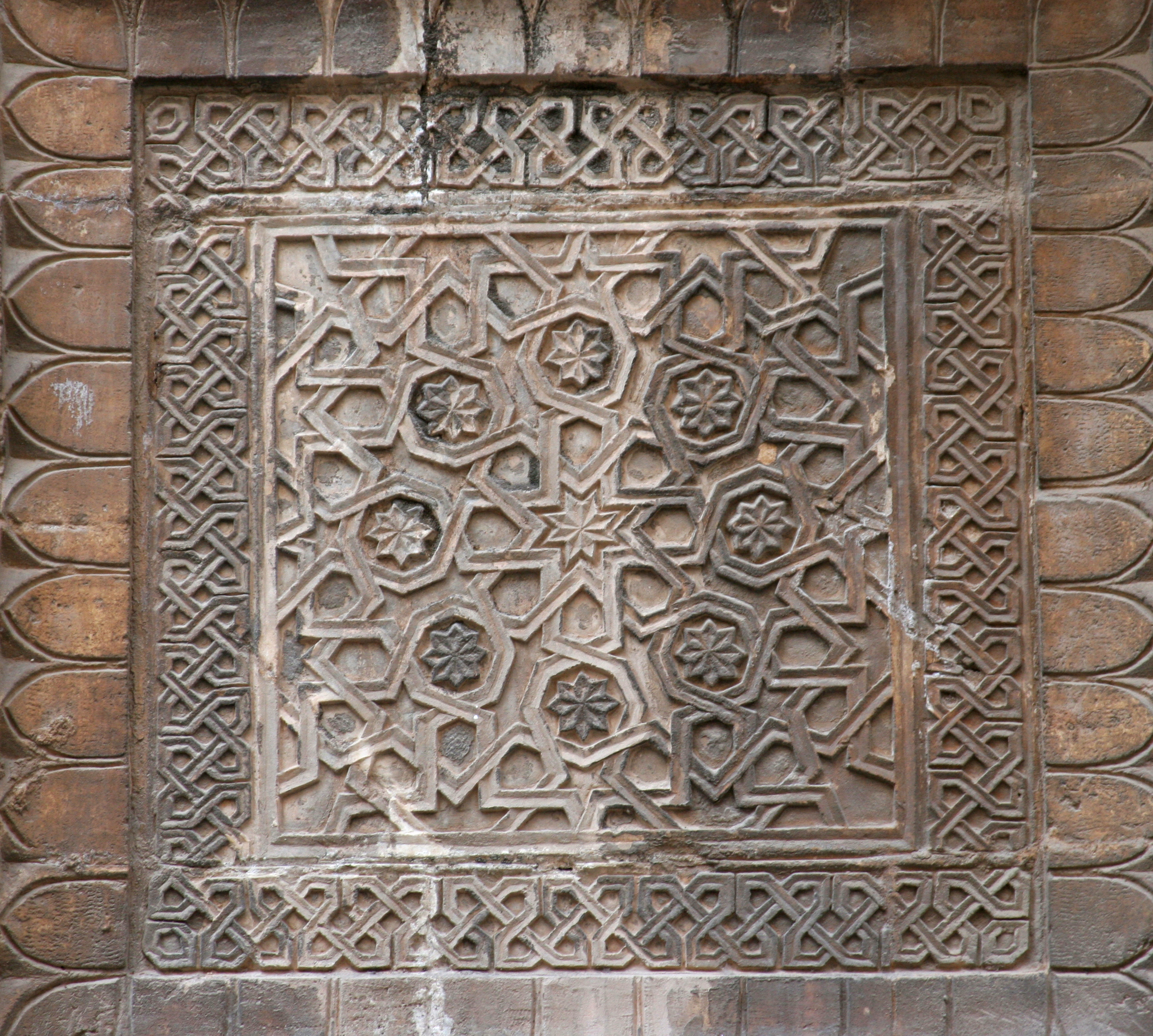
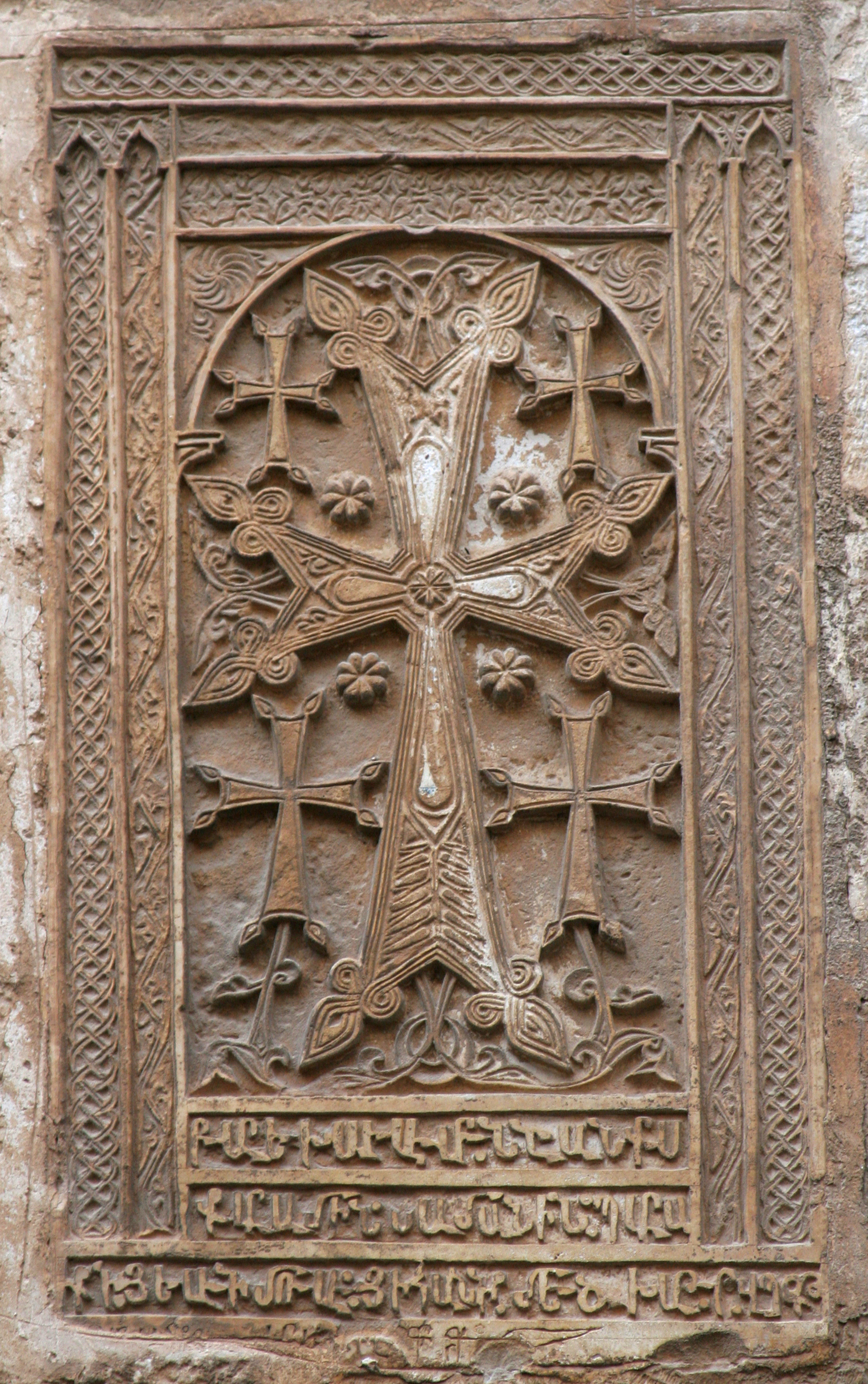
A khachkar
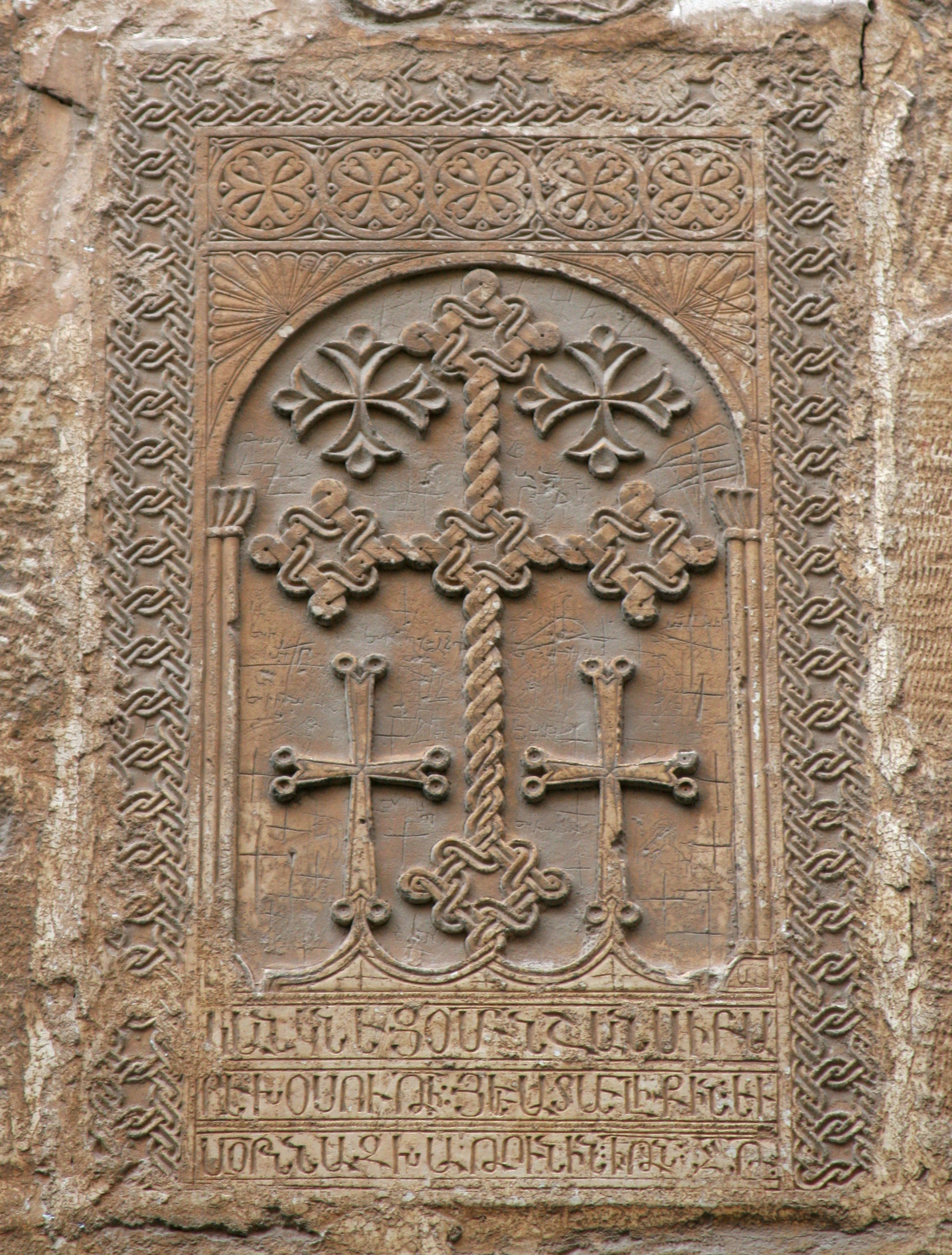
Another khachkar
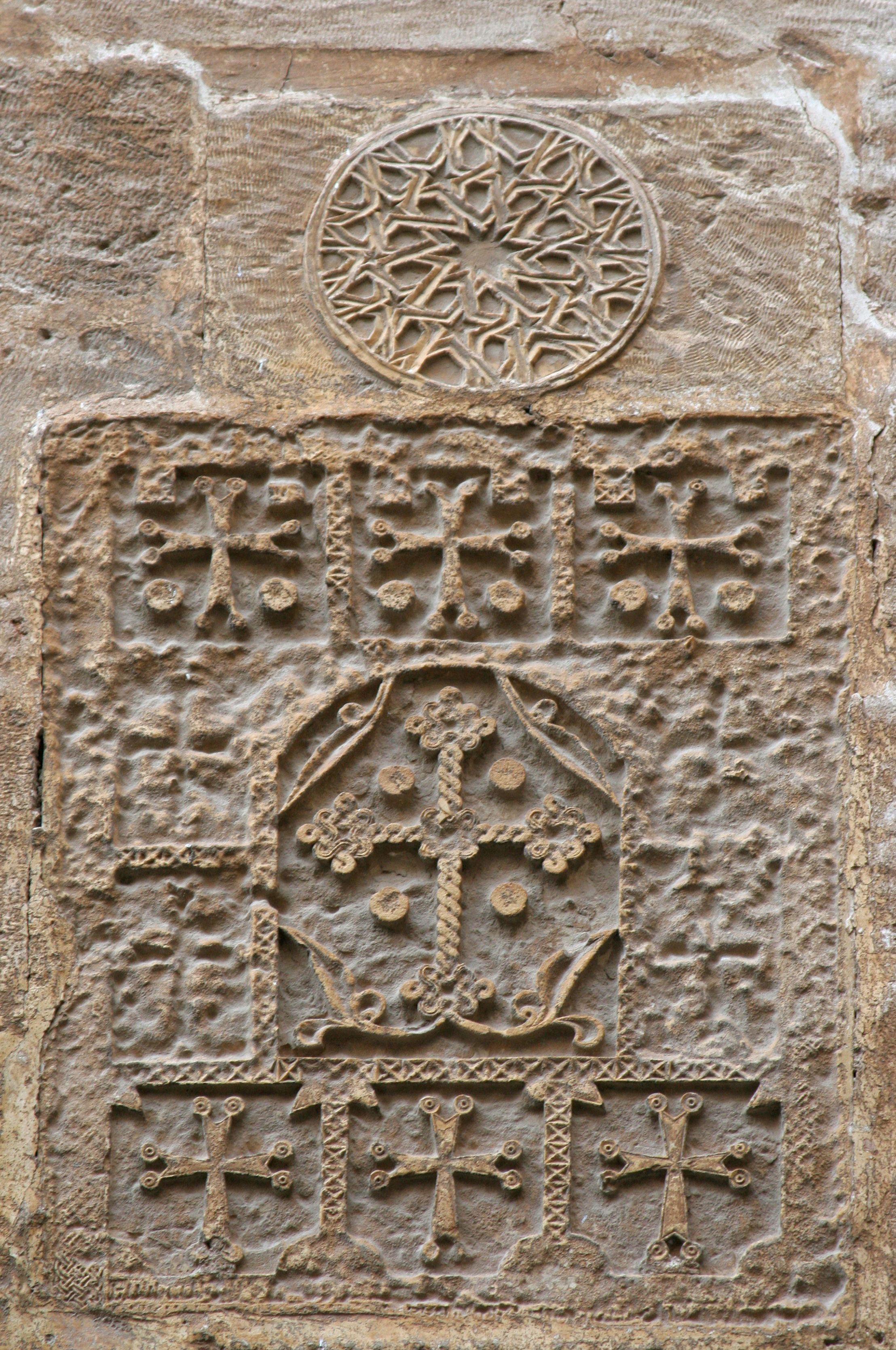
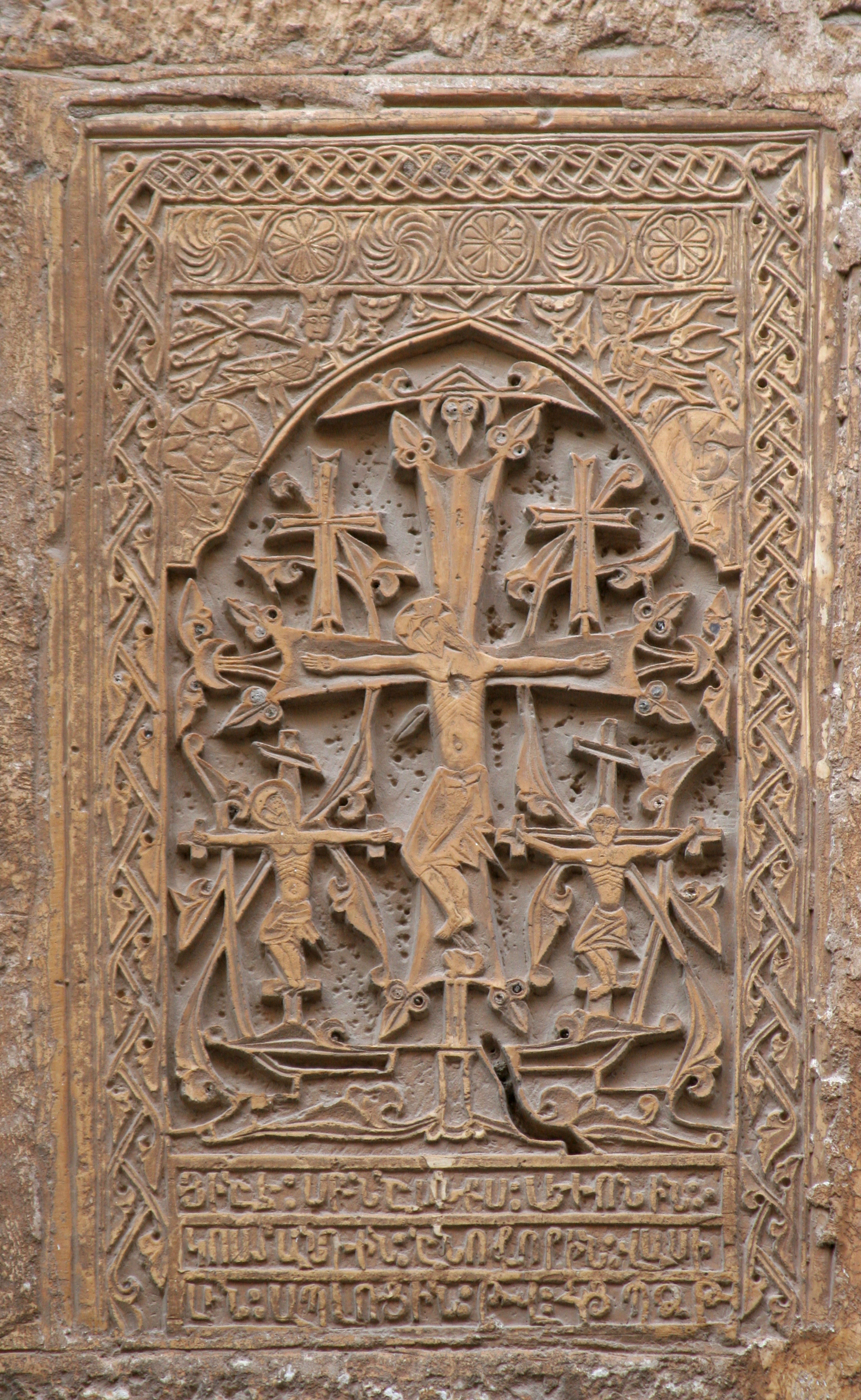
An Amenaprkitch-style khachkar